# Anne-François-Charles Trelliard
Anne-François-Charles Trelliard est un général français de la Révolution et de l'Empire, né le 7 février 1764 à Parme en Italie et mort le 14 mai 1832 à Charonne près de Paris. Entré dans l'armée royale en tant que cadet gentilhomme en 1780, il se bat en Allemagne et en Hollande pendant les guerres révolutionnaires et accède au grade de général de brigade en 1799. Il dirige une brigade de cavalerie à Austerlitz lors de la campagne de 1805 et participe également aux batailles de Saalfeld, Iéna et Pultusk au cours de la campagne de Prusse et de Pologne (1806-1807). 
Transféré dans la péninsule espagnole en 1808, Trelliard prend le commandement d'une division de dragons avec laquelle il prend part à la troisième invasion napoléonienne au Portugal de 1810 à 1811. Il est à la tête de ses dragons lors du combat de Majadahonda en 1812 puis à la bataille de Vitoria et dans les Pyrénées l'année suivante. Sa division est ensuite redéployée au nord-est de la France pour être engagée dans la dernière campagne de Napoléon en 1814. Après avoir rallié l'Empereur durant les Cent-Jours, il est chassé de l'armée par les Bourbons. Son nom est inscrit sur l'arc de triomphe de l'Étoile à Paris. Officier très capable, il est considéré comme l'un des meilleurs généraux de cavalerie de l'armée d'Espagne.

## Biographie

### Carrière sous l'Ancien Régime et la Révolution
Anne-François-Charles Trelliard est né le 7 février 1764 et baptisé le 9 février à Parme en Italie. Il est le fils de François Trelliard, issu d'une famille noble, et de Marie Anne de Cutry. Son parrain est François Charles de Rochechouart et sa marraine Anne Malaspina della Bastia, dame d'honneur d'Élisabeth de France, fille de Louis XV. Le 6 novembre 1780 il s'engage dans le régiment des dragons de la Reine en tant que cadet gentilhomme. Son avancement est lent : sous-lieutenant le 19 octobre 1785, il devient lieutenant en second le 28 avril 1788, lieutenant subalterne en 1789 et enfin lieutenant en premier en 1791. La Première Coalition se déclare l'année suivante et les promotions s'accélèrent alors pour le jeune officier qui passe  au 5e régiment de chasseurs à cheval le 25 janvier 1792 et devient capitaine le 6 août. Après avoir combattu aux armées de Champagne, de Belgique et du Nord, Trelliard accède au grade de chef d'escadron du 11e chasseurs à cheval le 7 avril 1793, avant d'être nommé chef de brigade (colonel) du régiment le 1er septembre 1794 et de combattre au sein des armées de la Moselle ,de Sambre-et-Meuse. Le 22 octobre, près de Coblence, il met en déroute une force de cavalerie ennemie supérieure en nombre et lui inflige 200 pertes. 
L'historien Charles Mullié indique que Trelliard sert à l'avant-garde de l'armée du général Moreau durant le blocus de Mayence. Toutefois une autre source mentionne la présence du 11e chasseurs dans la division du général Marceau qui participe à l'inutile blocus de la forteresse d'Ehrenbreitstein du 15 septembre au 17 octobre 1795. Le colonel Trelliard capture 2 500 hommes en avant de Bad Kreuznach, puis s'empare de plusieurs redoutes et fait 2 000 prisonniers au cours de la bataille de Neuwied le 18 avril 1797. Il fait les campagnes de 1796 et 1797 au sein de l'armée d'Allemagne, puis celles de 1798 en Suisse et de 1799 en Hollande à l'armée gallo-batave. Il commande, à partir d'octobre 1799, la cavalerie des troupes d'occupation en République batave.
Le 10 septembre 1799, il est élevé au grade de général de brigade. Membre de la Légion d'honneur le 11 décembre 1803, il est fait commandeur de l'ordre le 14 juin 1804.En 1803 et 1804 il est à l'armée des côtes de l'Océan.

### Général de l'Empire

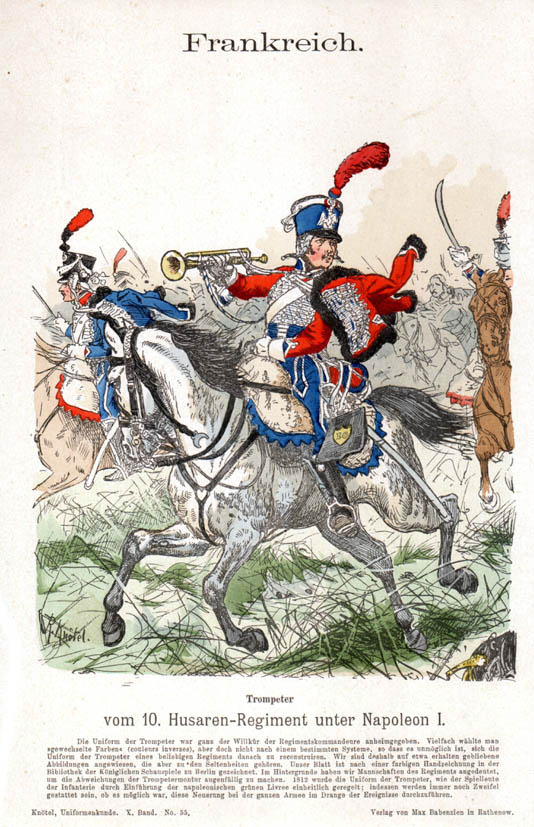
Le 10e hussards à la charge, par Richard Knötel. Ce régiment fait les campagnes de 1805 à 1806 au sein de la brigade Trelliard.

Trelliard inaugure sa carrière sous l'Empire en commandant la cavalerie légère du Ve corps du maréchal Lannes au début de la troisième coalition. Il mène ainsi au feu les 9e et 10e hussards lors de la bataille de Wertingen le 8 octobre 1805 où il fait 800 prisonniers et capture trois pièces d'artillerie. Au cours de la bataille d'Austerlitz le 2 décembre, Trelliard, qui a sous ses ordres les 9e et 10e hussards ainsi que les 13e et 21e chasseurs à cheval, combat sur l'aile gauche aux côtés de Lannes. 
Commandant les neuf escadrons des 9e et 10e hussards et du 21e chasseurs au début de la guerre de la Quatrième Coalition, Trelliard participe à la bataille de Saalfeld contre les Prussiens le 10 octobre 1806. Pendant l'action, le maréchal des logis Guindey du 10e hussards tue le prince Louis-Ferdinand de Prusse en combat singulier. Sa brigade est également présente à la bataille d'Iéna le 14 octobre ainsi qu'à la bataille de Pultusk le 26 décembre où Lannes poste sa cavalerie sur son aile droite. La brigade Trelliard entreprend d'attaquer un groupe de hussards russes mais ces derniers démasquent au dernier moment une batterie embusquée qui inflige des pertes sérieuses aux Français. Trelliard est grièvement blessé au cours de l'action. Le 30 du même mois, il est nommé général de division.  
L'Empereur l'autorise à se rendre en France pour s'y rétablir de ses blessures et pour être employé ensuite à l'inspection des dépôts de cavalerie. En août 1808 il commande les troupes à cheval réunies à Pau. Le général commande ensuite successivement les dépôts de cavalerie de Vitoria et d'Aranda et sert un temps comme gouverneur de la province de Alava de novembre à décembre 1808. Il est rappelé à l'armée d'Allemagne en mai 1809 et est affecté au commandement du dépôt de cavalerie de Mautern.
Fait baron de l'Empire le 9 mars 1810, il retourne dans la péninsule ibérique où il prend la tête de la 2e division de dragons attachée à l'armée du Portugal. Cette dernière, forte de trois brigades sous les généraux Lorcet, Cavrois et Gardanne, aligne près de 3 500 hommes répartis en vingt-deux escadrons. Lors de l'invasion du Portugal en septembre 1810, Trelliard dirige une force de couverture composée de quatre régiments de dragons lors du siège de Ciudad Rodrigo. Le caractère particulier de cette campagne, face à un adversaire difficilement saisissable, oblige ses cavaliers à remplir des missions d'éclairage, de reconnaissance et de lutte anti-guérilla. La division Trelliard est placée à l'avant-garde, mais après la bataille de Buçaco le 27 septembre 1810, le maréchal Masséna ordonne au général Montbrun de remplacer Trelliard au commandement de l'avant-garde et confie à ce dernier la direction de la réserve de cavalerie. 
En novembre 1810 il commande un détachement spécial formé de deux régiments de dragons et d'un contingent d'infanterie, avant d'évoluer en février 1811 à la tête d'une division de cavalerie séparée du corps de Montbrun. Lors de l'évacuation du Portugal par les Français, il assiste l'arrière-garde du maréchal Ney avec trois régiments de dragons le 10 mars, la veille du combat de Pombal. L'attrition a provoqué des pertes importantes et en avril 1811, la division Trelliard ne compte plus que 2 500 hommes en état de combattre.
Envoyé dans la Manche, il prend le commandement de cette province et celui de la 4e division de dragons, avec laquelle il disperse les nombreux corps de guérillas qui infestent alors ces contrées. Le 16 janvier 1812 il écrase les troupes espagnoles du général Pablo Morillo lors de la bataille d'Almagro, le chasse de la province et lui fait un grand nombre de prisonniers.
Le 1er janvier 1814 il reçoit l'ordre de se porter en Champagne avec la division de cavalerie qu'il commande. Le 17 février il arrive à Nangis au moment où une action s'engage : à Valjouan il charge impétueusement l'avant-garde russe avec ses dragons, la culbute, lui prend 16 pièces de canon, fait 5 000 prisonniers et la poursuit jusqu'à Provins. À Arcis-sur-Aube,les 20 et 21 mars il soutient la retraite du maréchal Oudinot sous le feu de l'artillerie ennemie. Il est fait comte de l'Empire le 5 avril 1814.

### Restauration
Nommé lieutenant général des armées du roi, puis gouverneur de Belle-Île-en-Mer durant les Cent-Jours au mois de juin 1815, il est mis à la retraite le 18 octobre 1815 pendant la seconde Restauration. Il est ensuite placé dans les cadres de réserve le 7 février 1831.
Le général Anne François Charles Treillard, réadmis à la retraite le 1er mai 1832 meurt le 14 du même mois dans sa maison de Charonne (Seine) dans l'actuel 20e arrondissement de Paris. Il est inhumé dans le cimetière du Père-Lachaise (31e division).

## Distinctions
- Baron de l'Empire par lettres patentes du 9 mars 1810.
- Comte de l'Empire par décret impérial du 5 avril 1814.
- Légionnaire le 11 décembre 1803.
- Commandeur de la Légion d'honneur le 14 juin 1804.
- Chevalier de Saint-Louis le 8 juillet 1814.

## Dotation
- Donataire d'une rente de 4 000 francs sur Rome par décret du 17 mars 1808.

## Armoiries
- Armes anciennes de la famille Treillard (Dauphiné) : d'azur au lion passant d'argent, au chef cousu d'or chargé de trois roses de gueules.
- Armes de François Trelliard, baron de Cutry : d'azur à deux chevrons d'or accompagnés en chef de deux étoiles du même, et en pointe d'un croissant entre cinq étoiles 2, 2 et 1, le tout aussi d'or.
- Armes de Charles Trelliard, baron de l'Empire : d'azur au sautoir d'argent chargé en abîme d'une tête de lion arrachée de sable, allumée et lampassée de gueules ; au franc-quartier brochant des barons militaires[20].
- Armes de Charles Trelliard, comte de l'Empire : d'azur au sautoir d'argent chargé en abîme d'une tête de lion arrachée de sable, allumée et lampassée de gueules ; au franc-quartier brochant des comtes militaires.